# Luigi Critone
Luigi Critone est un auteur de bande dessinée et illustrateur italien né le 10 septembre 1971 à Sant'Arcangelo (Basilicate).

## Biographie
L.Critone fait des études artistiques à Rome puis à l'École Internationale de Comics de Florence. Il exerce au studio Inklink, entre autres comme illustrateur, avant de réaliser ses premières bandes dessinées, scénarisées par Nicolas Jarry et France Richemond : La rose et la Croix, dont il signe deux tomes en 2005 et 2006. Toujours au dessin, cette fois sur un scénario d'Alain Ayroles, L.Critone participe à la série Sept en signant le volume 4 : Sept missionnaires, paru en 2008.
L.Critone devient auteur complet en adaptant une biographie de Jean Teulé sur le poète François Villon : Je, François Villon, en trois volumes ; la série, publiée entre 2011 et 2016, reçoit le prix Cases d'Histoire.
En 2019, s'associant à Gipi (scénario), L.Critone dessine Aldobrando, décrit comme un « conte initiatique »,. L'ouvrage fait partie de la sélection pour le grand prix de la critique 2021  et le fauve d'or du Festival d'Angoulême 2021.
En 2020, il reprend la série "Le scorpion" initialement dessinée par Enrico Marini. Toujours scénarisée par Stephen Desberg, il dessine le tome 13 en 2020 et le tome 14 en 2022. Sa reprise est saluée et comme le note D.Pasamonik: "Les mille et une couleurs de cette histoire fantastique sont sublimées pas le travail graphique de Luigi Critone. Son travail est dans cette tradition du dessin réaliste italien qui le place entre le classicisme sensible d’un Milo Manara et la luminosité moderne d’un Gipi".
En 2024, il participe à l'album collectif de la collection Fluide Glacial "Plus vite, plus haut, plus sport" avec notamment François Boucq, Julien Solé. Un album vu comme "de la vulgarisation historique réalisée dans la bonne humeur et avec la dose requise de déconnade made in Fluide Glacial".

## Œuvres

### One shots
- Les filles de Soleil tome 10  ,  2006,  Soleil Productions
Scénario :  collectif  - Dessin :   Luigi Critone et d'autres -  (ISBN 2849463728)

- Sept volume 4 : Sept missionnaires  ,  2008,  Delcourt
Scénario :  Alain Ayroles  - Dessin :  Luigi Critone - Couleurs :  Lorenzo Pieri -  (ISBN 9782756006437)

- Les coiffes Bretonnes: Finistère, là où la terre s'achève,  Guymic,  (ISBN 9791096176069),  2017
Scénario :  Éric Le Berre  - Dessin :  Luigi Critone et d'autres

- Aldobrando (bande dessinée),  2019,  Casterman
Scénario :  Gipi  - Dessin :  Luigi Critone - Couleurs :  Claudia Lalescandolo, Francesco Daniele -  (ISBN 9782203166677)

- Plus vite, plus haut, plus sport,  2024,  Audie - Fluide Glacial
Scénario :  Julien Hervieux   - Couleurs :  Luigi Critone et d'autres -  (ISBN 9791038207035)

### Séries
| La Rose et la Croix (2005-2006) - 1. La confrérie , 2005 Scénario : Nicolas Jarry, France Richemond - Dessin et couleurs : Luigi Critone - Soleil Productions - 2. Maître Dagélius , 2006 Scénario : Nicolas Jarry, France Richemond - Dessin et couleurs : Luigi Critone - Soleil Productions |

| Je, François Villon (2011-2016) - 1. Mais où sont les neiges d'antan ?, 2011, Delcourt Scénario : Luigi Critone d'après Jean Teulé - Dessin : Luigi Critone - Couleurs : Simona Maccaroni - (ISBN 9782756017099) - 2. Bienvenue parmi les ignobles, 2014, Delcourt Scénario : Luigi Critone d'après Jean Teulé - Dessin : Luigi Critone - Couleurs : Giorgia Casetti - (ISBN 9782756024707) - 3. Je crie à toutes gens merci, 2016, Delcourt Scénario : Luigi Critone d'après Jean Teulé - Dessin : Luigi Critone - Couleurs : Giorgia Casetti - (ISBN 9782756024714) - INT Intégrale, 2017, Delcourt Scénario : Luigi Critone d'après Jean Teulé - Dessin : Luigi Critone - Couleurs : Giorgia Casetti - (ISBN 9782413001867) |

| Le Scorpion - 13. Tamose l'Egyptien, Dargaud, (ISBN 9782505083313), 2020 Scénario : Stephen Desberg - Dessin : Luigi Critone - 14. La tombe d'un dieu, Dargaud, (ISBN 9782505089414), 2022 Scénario : Stephen Desberg - Dessin : Luigi Critone |

## Récompense
- 2016 : Prix Cases d'Histoire pour Je, François Villon : Je crie à toutes gens merci[11].